# Hieracium calothyrsum
Hieracium calothyrsum es una especie de planta con flor del género Hieracium, de la familia Asteraceae, orden Asterales.

## Distribución
Hieracium calothyrsum se distribuye por Italia.

## Taxonomía
Fue descrita científicamente por Zahn ex Murr. Fue publicada en Deutsche Bot. Monatsschr. 20: 74 (1902).